# 張家川回族自治県
張家川回族自治県（ちょうかせん-かい（フイ）ぞく-じちけん）は中華人民共和国甘粛省天水市に位置する自治県。自治県人民政府の所在地は張家川鎮。

## 行政区画
10鎮、5郷を管轄：
- 鎮：張家川鎮、竜山鎮、恭門鎮、馬鹿鎮、梁山鎮、馬関鎮、劉堡鎮、胡川鎮、大陽鎮、川王鎮
- 郷：張棉郷、木河郷、連五郷、平安郷、閻家郷

## 交通

### 鉄道
- 中国国家鉄路集団
  - 天平線（中国語版）
    - 張家川駅

### 道路
- 高速道路
  -  静天高速道路
- 国道
  - G566国道（中国語版）